# Gaspar de Sousa
Gaspar de Sousa (ca. 1550 — Porto, ca. 1627) foi um administrador colonial português, governador-geral do Brasil, um dos líderes da conquista do Estado do Maranhão aos franceses.

## Biografia
Começou sua carreira como pajem e moço fidalgo, tendo participado da batalha de Alcácer Quibir (1578), onde foi preso e pagou o resgate exigido pela sua liberdade com os seus próprios recursos. Por sua bravura recebeu comendas, honrarias e uma tença da fazenda real de D. Felipe II, de quem se tornou gentil-homem.
Participou dos combates navais nos Açores (1582) contra a frota francesa, e foi o capitão de tropas portuguesas na Invencível Armada espanhola (1588), contra a Inglaterra, além de ter atuado na formação de terços portugueses para a guerra contra a França e a Holanda.
Foi nomeado para o cargo de governador-geral do Estado do Brasil, por Felipe III, com a incumbência de combater e expulsar os franceses que ocupavam o Maranhão, tendo recebido o regimento escrito em Lisboa a 6 de outubro de 1612.
Por conta da invasão francesa na região norte do Brasil, na França Equinocial, Dom Gaspar iniciou seu governo em Pernambuco. Sob suas ordens, partiram várias sumacas de Pernambuco, Parahyba, Bahia e Ceará, sob as ordens do capitão Jerônimo de Albuquerque Maranhão. Ciente da situação, mandou vir de Portugal, para ajudar Jerônimo, Diogo de Campos Moreno, que era grande conhecedor do Brasil. Ainda durante seu governo, a região foi reconquistada para os portugueses, que ali passaram a se estabelecer.
Garantiu o domínio ibérico do Maranhão, derrotando e expulsando os franceses (1615). Empenhou-se em ocupar e explorar como forma de defesa militar do território, avançando na conquista do litoral. Recebeu inúmeras mercês, como a do hábito de cavaleiro da Ordem de Cristo, as comendas de São Salvador de Ansiães, de Nossa Senhora do Touro, da referida Ordem. Fez parte do Conselho de Estado (1591).
Permaneceu como governador até 1617, quando foi sucedido pelo conde do Prado. Os seus serviços na conquista do Maranhão valeram-lhe a doação de uma capitania que passou a ser de juro e herdade, desde o Turiaçu ao Caité, com 20 léguas para o sertão.

## Dados genealógicos
De família aristocrática, era filho de Álvaro de Sousa, que serviu à monarquia portuguesa no Estado da Índia (1537) e, no início da União Ibérica, integrou o conselho de Felipe II, e de D. Francisca de Távora, irmã de D. Cristóvão de Moura, 1º marquês de Castelo Rodrigo. 